# Systemd-boot
systemd-boot è un boot manager libero e open source, precedentemente noto come gummiboot.

## gummiboot
gummiboot è stato sviluppato dai dipendenti di Red Hat Kay Sievers e Harald Hoyer, ed è stato concepito come un'alternativa minimale a GNU GRUB per i sistemi che utilizzano UEFI (Unified Extensible Firmware Interface). Il boot loader rilevava automaticamente le immagini avviabili (inclusi sistemi operativi e altri boot loader), non richiedeva un file di configurazione, offriva un'interfaccia basilare basata su menu e poteva integrarsi con systemd per fornire dati sulle prestazioni.
Come gioco di parole, il nome "gummiboot" significa "gommone" in tedesco, lingua madre dei suoi sviluppatori iniziali. Nonostante sia stato sviluppato da due dipendenti di Red Hat, il Fedora Project della stessa azienda non adottò gummiboot per l'avvio dei sistemi UEFI; invece, utilizzò efilinux per eseguire il chainloading di GRUB.
gummiboot era distribuito sotto licenza LGPL 2.1 o successiva, a differenza di GRUB, che è invece rilasciato con licenza GPL 3.0 o successiva. Questa differenza era stata pensata per rendere gummiboot più adatto all'uso su sistemi UEFI che implementano il Secure Boot, a causa delle problematiche legate all'obbligo, imposto dalla GPLv3, di fornire tutte le chiavi di autorizzazione (certificati digitali) necessarie per eseguire software con questa licenza qualora siano presenti restrizioni hardware come il Secure Boot.
Nel maggio 2015, gummiboot è stato integrato in systemd e ha assunto il nome di "systemd-boot".